# Uxuma
Uxuma Simon, 1902 è un genere di ragni appartenente alla famiglia Salticidae.

## Distribuzione
L'unica specie oggi nota di questo genere è stata rinvenuta nel Gabon.

## Tassonomia
A dicembre 2010, si compone di una specie:
- Uxuma impudica Simon, 1902[2] — Gabon